# Хурдаян, Крикор Дзеронович
Крикор Дзеронович Хурдаян (род. 15 июня 1947 года, Чалтырь, Мясниковский район, Ростовская область) — художественный руководитель и главный дирижёр оркестра русских народных инструментов «Дон» Ростовской филармонии, Заслуженный деятель искусств РФ (1995), профессор, почётный гражданин Мясниковского района.

## Биография
Родился 15 июня 1947 года в селе Чалтырь Мясниковского района Ростовской области.
В 1971 году окончил Таганрогское музыкальное училище, в 1976 году — Ростовский музыкально-педагогический институт, в 1987 году — аспирантуру-стажировку Государственного музыкально-педагогического института им. Гнесиных.
В 1985 году стал создателем и руководителем ансамбля донских армян «Ани» при Мясниковском районном доме культуры. Ансамбль получил широкую известность далеко за пределами района, гастролировал за рубежом, неоднократно становился лауреатом всесоюзных и всероссийских фестивалей и смотров.
В 1988—2003 годах — декан оркестрового факультета Ростовской государственной консерватории им. Рахманинова.
В 1988 году Хурдаян стал создателем армянского культурно-просветительского общества «Нор-Нахичеван», деятельность которого оказала большое влияние на сохранение межнационального согласия на Дону, особенно в период распада СССР, популяризации армянской культуры.
В 2003 году он стал создателем первого в области профессионального оркестра русских народных инструментов «Дон», художественным руководителем, главным дирижёром оркестра.
Изучал историю армянской музыки, стал автором опубликованных в журналах и сборниках статей. Благодаря К. Д. Хурдаяну был осуществлен перевод и издание на русском языке книги академика В. Б. Бархударяна «История армянской колонии Новая Нахичевань».
Результатами исследований стали статьи, опубликованные в журналах и сборниках: «Народно-инструментальное творчество донских армян», «Об армянских истоках „Крымских эскизов“ А. Спендиарова», Ансамбль «Давул-зурна», «Музыкальная культура донских армян».
В настоящее время является художественным руководителем и главным дирижером оркестра русских народных инструментов «Дон» Ростовской государственной филармонии. Живёт в Ростове-на-Дону.

## Награды
- Орден Дружбы (12 октября 2010 года)[3].
- Звание «Заслуженный деятель искусств Российской Федерации» (19 октября 1995 года)[4]
- Орден «За заслуги перед Ростовской областью» (29 июля 2022 года)[5]
- Медаль ордена «За заслуги перед Ростовской областью» (4 июня 2012 года)[6]
- Звание «Почетный гражданин Мясниковского района» (2009)[1].